# Andrena schuhi
Andrena schuhi är en biart som beskrevs av Laberge 1980. Andrena schuhi ingår i släktet sandbin, och familjen grävbin. Inga underarter finns listade i Catalogue of Life.